# Tayler Saucedo
Tayler Andrew Saucedo (Honolulu, Hawái, 18 de junio de 1993), más conocido como Tayler Saucedo, es un jugador profesional estadounidense de béisbol que se desempeña en la posición de lanzador en Seattle Mariners, equipo de las Grandes Ligas de Béisbol (MLB).

## Carrera
Saucedo hizo su debut en la MLB con el equipo Toronto Blue Jays, en el cual jugó dos temporadas (2021-2022), después pasó a Seattle Mariners, donde lleva jugando dos temporadas.